# Israel Football League 2020-2021
La Israel Football League 2020-2021 (porta questa numerazione pur svolgendosi interamente nel 2021) è la 14ª edizione del campionato di football americano di primo livello, organizzato da AFI. 

## Squadre partecipanti
| Club                       | Città          | Stadio | Sponsor ufficiale    | Risultato nella stagione 2020 |
| -------------------------- | -------------- | ------ | -------------------- | ----------------------------- |
| Beersheva Black Swarm      | Be'er Sheva    |        |                      |                               |
| Haifa Underdogs            | Haifa          |        | Nemo’s               |                               |
| Jerusalem Lions            | Gerusalemme    |        | Big Blue             |                               |
| Mazkeret Batya Silverbacks | Mazkeret Batya |        | Rose Valley Crossfit |                               |
| Petah Tikva Troopers       | Petah Tiqwa    |        | Mike’s Place         |                               |
| Ramat HaSharon Hammers     | Ramat HaSharon |        |                      |                               |
| Tel Aviv Pioneers          | Tel Aviv       |        |                      |                               |

## Stagione regolare

### Calendario

#### 1ª giornata
| Gerusalemme 29 aprile 2021, ore 20:00 | Haifa Underdogs | 14 – 40 (6-6 8-0 0-16 0-18) referto | Jerusalem Lions | Kraft Sports Campus\| Arbitro: \| Koussevitsky \| |
| Arbitro:                              | Koussevitsky    |                                     |                 |                                                   |

#### 2ª giornata
| Be'er Sheva 6 maggio 2021, ore 20:00 | Beersheva Black Swarm | 36 – 14 (7-0 7-6 14-0 8-8) referto | Mazkeret Batya Silverbacks | Amphipark (60 spett.)\| Arbitro: \| Luz \| |
| Arbitro:                             | Luz                   |                                    |                            |                                            |

| Ramat HaSharon 6 maggio 2021, ore 20:45 | Ramat HaSharon Hammers | 0 – 39 (0-17 0-7 0-6 0-9) referto | Tel Aviv Pioneers | \| Arbitro: \| O. Cohen \| |
| Arbitro:                                | O. Cohen               |                                   |                   |                            |

#### 3ª giornata
Giornata interamente rinviata

#### 4ª giornata
Giornata interamente rinviata

#### 5ª giornata
| Gerusalemme 27 maggio 2021, ore 20:00 | Haifa Underdogs | 111 – 0 (46-0 38-0 13-0 14-0) referto | Petah Tikva Troopers | Kraft Sports Campus (20 spett.) |

| Mazkeret Batya 28 maggio 2021, ore 9:30 | Tel Aviv Pioneers | 20 – 8 (14-0 6-0 0-0 0-8) referto | Beersheva Black Swarm | (0 spett.)\| Arbitro: \| Greisas \| |
| Arbitro:                                | Greisas           |                                   |                       |                                     |

#### 6ª giornata
| Gerusalemme 3 giugno 2021, ore 20:00 | Jerusalem Lions | 48 – 7 (8-0 20-7 7-0 13-0) referto | Mazkeret Batya Silverbacks | Kraft Sports Campus (55 spett.)\| Arbitro: \| Sela \| |
| Arbitro:                             | Sela            |                                    |                            |                                                       |

| Petah Tiqwa 3 giugno 2021, ore 20:30 | Petah Tikva Troopers | 0 – 52 (0-22 0-16 0-8 0-6) referto | Ramat HaSharon Hammers | Stadio HaMoshava (0 spett.)\| Arbitro: \| Greisas \| |
| Arbitro:                             | Greisas              |                                    |                        |                                                      |

#### 7ª giornata
| Be'er Sheva 10 giugno 2021, ore 20:00 | Beersheva Black Swarm | 32 – 30 (d.3t.s.) (0-0 8-0 0-0 0-8 8-8 8-8 8-6) referto | Haifa Underdogs | Amphipark (55 spett.)\| Arbitro: \| Luz \| |
| Arbitro:                              | Luz                   |                                                         |                 |                                            |

| Mazkeret Batya 10 giugno 2021, ore 21:00 | Mazkeret Batya Silverbacks | 27 – 44 (0-20 14-18 7-0 6-6) referto | Ramat HaSharon Hammers | (0 spett.)\| Arbitro: \| Greisas \| |
| Arbitro:                                 | Greisas                    |                                      |                        |                                     |

| Petah Tiqwa 11 giugno 2021, ore 9:30 | Tel Aviv Pioneers | 12 – 21 (0-7 6-6 6-8 0-0) referto | Jerusalem Lions | Stadio HaMoshava (45 spett.)\| Arbitro: \| O. Cohen \| |
| Arbitro:                             | O. Cohen          |                                   |                 |                                                        |

#### 8ª giornata
| Ramat HaSharon 16 giugno 2021, ore 20:30 | Ramat HaSharon Hammers | 6 – 18 (0-7 6-0 0-8 0-3) referto | Jerusalem Lions | (26 spett.)\| Arbitro: \| Sela \| |
| Arbitro:                                 | Sela                   |                                  |                 |                                   |

| Be'er Sheva 17 giugno 2021, ore 20:00 | Beersheva Black Swarm | 67 – 0 (28-0 27-0 6-0 6-0) referto | Petah Tikva Troopers | Amphipark (46 spett.)\| Arbitro: \| Koussevitsky \| |
| Arbitro:                              | Koussevitsky          |                                    |                      |                                                     |

| Mazkeret Batya 18 giugno 2021, ore 9:30 | Tel Aviv Pioneers | 45 – 28 (10-0 14-8 7-0 14-20) referto | Haifa Underdogs | (24 spett.)\| Arbitro: \| Greisas \| |
| Arbitro:                                | Greisas           |                                       |                 |                                      |

#### 9ª giornata
| Ramat HaSharon 24 giugno 2021, ore 20:00 | Haifa Underdogs | 46 – 42 (7-14 14-0 15-6 10-22) referto | Ramat HaSharon Hammers | Dudu Dotan (20 spett.)\| Arbitro: \| Koussevitsky \| |
| Arbitro:                                 | Koussevitsky    |                                        |                        |                                                      |

| Petah Tiqwa 24 giugno 2021, ore 20:30 | Petah Tikva Troopers | 0 – 53 (0-28 0-7 0-6 0-12) referto | Mazkeret Batya Silverbacks | Stadio HaMoshava (0 spett.)\| Arbitro: \| Greisas \| |
| Arbitro:                              | Greisas              |                                    |                            |                                                      |

#### 10ª giornata
| Mazkeret Batya 30 giugno 2021, ore 8:30 | Mazkeret Batya Silverbacks | 7 – 31 (0-13 0-0 0-6 7-12) referto | Tel Aviv Pioneers | (26 spett.)\| Arbitro: \| Greisas \| |
| Arbitro:                                | Greisas                    |                                    |                   |                                      |

| 1º luglio 2021, ore 20:00 | Jerusalem Lions | 25 – 0 (a tavolino) | Petah Tikva Troopers |  |

| Be'er Sheva 1º luglio 2021, ore 20:15 | Beersheva Black Swarm | 24 – 36 (14-0 8-16 0-0 14-8) referto | Ramat HaSharon Hammers | Amphipark (50 spett.)\| Arbitro: \| O. Cohen \| |
| Arbitro:                              | O. Cohen              |                                      |                        |                                                 |

#### Recuperi 1
| 8 luglio 2021, ore 20:30 | Petah Tikva Troopers | 12 – 30 | Tel Aviv Pioneers |  |

#### Recuperi 2
| 11 luglio 2021, ore 20:00 | Jerusalem Lions | 36 – 13 | Beersheva Black Swarm |  |

#### Recuperi 3
| 14 luglio 2021, ore 20:00 | Mazkeret Batya Silverbacks | 21 – 38 | Haifa Underdogs |  |

### Classifica
La classifica della regular season è la seguente:
- PCT = percentuale di vittorie, G = partite giocate, V = partite vinte, P = partite perse, PF = punti fatti, PS = punti subiti

| Pos. | Squadra                    | PCT   | G | V | N | P | PF  | PS  |
| ---- | -------------------------- | ----- | - | - | - | - | --- | --- |
| 1    | Jerusalem Lions            | 1.000 | 6 | 6 | 0 | 0 | 188 | 52  |
| 2    | Tel Aviv Pioneers          | .833  | 6 | 5 | 0 | 1 | 177 | 76  |
| 3    | Beersheva Black Swarm      | .667  | 6 | 4 | 0 | 2 | 192 | 124 |
| 4    | Haifa Underdogs            | .500  | 6 | 3 | 0 | 3 | 267 | 180 |
| 5    | Ramat HaSharon Hammers     | .333  | 6 | 2 | 0 | 4 | 168 | 166 |
| 6    | Mazkeret Batya Silverbacks | .167  | 6 | 1 | 0 | 5 | 128 | 197 |
| 7    | Petah Tikva Troopers       | .000  | 6 | 0 | 0 | 6 | 12  | 338 |

## XIV Israel Bowl
| Arbitri: | Sela Luz Baroz Lotan Blumenfeld E. Cohen O. Cohen Eliyahu |

|                                                     |           |                                                                                            |
| Fitoussi 6':57" Q4 (TD) 2yd run Abell Q4 (tpc) rush | Marcatori | Landon 4':12" Q1 (TD) 5yd run Rahabi Q1 (pat) Hillman 2':47" Q2 (TD) 19yd pass from Landon |

## Verdetti
- Tel Aviv Pioneers Campioni di Israele 2020-2021 (3º titolo)

## Marcatori
Mancano i dati degli incontri di recupero.

| Giocatore     | Sq.                        | TD rush | TD recv | TD int | TD p.ret | TD k.ret | TD oth | Xp1 | Xp2 | FG  | Saf | Totale |
| ------------- | -------------------------- | ------- | ------- | ------ | -------- | -------- | ------ | --- | --- | --- | --- | ------ |
| Hayes         | Beersheva Black Swarm      | 7       | 3       | 0      | 0        | 0        | 0      | 0   | 2   | 0   | 0   | 64     |
| Essenfeld     | Haifa Underdogs            | 10      | 0       | 0      | 0        | 0        | 0      | 0   | 3   | 0   | 0   | 60     |
| Adi           | Haifa Underdogs            | 6       | 1       | 0      | 1        | 0        | 0      | 0   | 4   | 0   | 0   | 56     |
| Siso          | Haifa Underdogs            | 4       | 0       | 0      | 0        | 0        | 0      | 7   | 6   | 1   | 0   | 44     |
| 2 giocatori   | 42                         |         |         |        |          |          |        |     |     |     |     |        |
| Masharka      | Beersheva Black Swarm      | 4       | 1       | 0      | 0        | 0        | 0      | 0   | 4   | 0   | 0   | 38     |
| 2 giocatori   | 30                         |         |         |        |          |          |        |     |     |     |     |        |
| 4 giocatori   | 24                         |         |         |        |          |          |        |     |     |     |     |        |
| 2 giocatori   | 20                         |         |         |        |          |          |        |     |     |     |     |        |
| 3 giocatori   | 18                         |         |         |        |          |          |        |     |     |     |     |        |
| Sagi          | Haifa Underdogs            | 0       | 2       | 0      | 0        | 0        | 0      | 0   | 2   | 0   | 0   | 16     |
| 3 giocatori   | 14                         |         |         |        |          |          |        |     |     |     |     |        |
| 10 giocatori  | 12                         |         |         |        |          |          |        |     |     |     |     |        |
| Rahabi        | Tel Aviv Pioneers          | 0+0     | 0+0     | 0+0    | 0+0      | 0+0      | 0+0    | 7+1 | 0+0 | 1+0 | 0+0 | 11     |
| Tuval         | Mazkeret Batya Silverbacks | 0       | 0       | 0      | 0        | 0        | 0      | 10  | 0   | 0   | 0   | 10     |
| Wyman         | Jerusalem Lions            | 0       | 0       | 0      | 0        | 0        | 0      | 6   | 0   | 1   | 0   | 9      |
| 2 giocatori   | 8                          |         |         |        |          |          |        |     |     |     |     |        |
| 16 giocatori  | 6                          |         |         |        |          |          |        |     |     |     |     |        |
| 2 giocatori   | 5                          |         |         |        |          |          |        |     |     |     |     |        |
| Duke-Fearnley | Haifa Underdogs            | 0       | 0       | 0      | 0        | 0        | 0      | 3   | 0   | 0   | 0   | 3      |
| 6 giocatori   | 2                          |         |         |        |          |          |        |     |     |     |     |        |

- Miglior marcatore dei playoff: Fitoussi ( Jerusalem Lions), Hillman e Landon ( Tel Aviv Pioneers), 6

## Passer rating
Mancano i dati degli incontri di recupero.

La classifica tiene in considerazione soltanto i quarterback con almeno 10 lanci effettuati.
| Giocatore    | Sq.                                          | G   | Att    | Comp  | Int | Yds     | TD  | NFL    | NCAA   |
| ------------ | -------------------------------------------- | --- | ------ | ----- | --- | ------- | --- | ------ | ------ |
| Mikhailov    | Beersheva Black Swarm                        | 2   | 25     | 11    | 0   | 215     | 4   | 114,17 | 169,04 |
| Dani Eastman | Ramat HaSharon Hammers                       | 5   | 133    | 76    | 9   | 1162    | 16  | 97,49  | 156,70 |
| Argouan      | Mazkeret Batya Silverbacks                   | 5   | 92     | 44    | 4   | 658     | 14  | 93,21  | 149,43 |
| Fuld         | Jerusalem Lions                              | 4   | 86     | 48    | 3   | 604     | 7   | 90,46  | 134,69 |
| Landon       | Tel Aviv Pioneers                            | 5+1 | 109+35 | 55+17 | 3+1 | 727+229 | 9+1 | 82,99  | 123,13 |
| Landau       | Tel Aviv Pioneers                            | 5   | 53     | 29    | 4   | 278     | 6   | 75,83  | 121,04 |
| Siso         | Haifa Underdogs                              | 5   | 62     | 28    | 3   | 387     | 6   | 77,82  | 119,85 |
| Jacobson     | Mazkeret Batya Silverbacks                   | 1   | 17     | 7     | 0   | 90      | 1   | 78,06  | 105,06 |
| Hayes        | Beersheva Black Swarm                        | 4   | 87     | 38    | 3   | 421     | 6   | 67,27  | 100,19 |
| Abell        | Jerusalem Lions                              | 1+1 | 1+15   | 1+10  | 0+1 | -2+84   | 0+0 | 54,69  | 99,30  |
| Wojtalik     | Jerusalem Lions                              | 3+1 | 17+9   | 7+4   | 1+2 | 58+47   | 1+0 | 33,81  | 73,54  |
| Maman        | Ramat HaSharon Hammers/ Petah Tikva Troopers | 2   | 21     | 7     | 0   | 89      | 0   | 47,52  | 68,93  |
| Romem        | Petah Tikva Troopers                         | 1   | 18     | 2     | 5   | 24      | 0   | 0,00   | -33,24 |
| Yair         | Petah Tikva Troopers                         | 3   | 44     | 5     | 13  | 20      | 0   | 0,00   | -43,91 |
| Tobin        | Ramat HaSharon Hammers                       | 2   | 9      | 1     | 1   | 0       | 0   |        |        |
| Belov        | Ramat HaSharon Hammers                       | 1   | 5      | 2     | 1   | 36      | 0   |        |        |
| Knobel       | Beersheva Black Swarm                        | 1   | 4      | 2     | 0   | 19      | 0   |        |        |
| Kressner     | Petah Tikva Troopers                         | 1   | 4      | 0     | 2   | 0       | 0   |        |        |
| Adi          | Haifa Underdogs                              | 1   | 1      | 0     | 0   | 0       | 0   |        |        |
| Benattia     | Petah Tikva Troopers                         | 1   | 1      | 0     | 0   | 0       | 0   |        |        |
| Bollin       | Mazkeret Batya Silverbacks                   | 1   | 1      | 0     | 0   | 0       | 0   |        |        |
| Moskovich    | Ramat HaSharon Hammers                       | 1   | 1      | 1     | 0   | 4       | 0   |        |        |

- Miglior QB dei playoff: Landon ( Tel Aviv Pioneers), 107,25